# 긴종아리근
인체 해부학에서 긴종아리근(fibularis longus, 또는 peroneus longus) 또는 장비골근(長腓骨筋)은 종아리가쪽칸의 얕은쪽에 위치한 근육이다. 발바닥을 정중선으로부터 멀리 기울이며(가쪽번짐, eversion) 발을 아래쪽으로 기울이는(발바닥굽힘, plantarflexion) 작용을 한다.
긴종아리근은 세 개의 종아리근 중 가장 길며 얕은쪽에 위치한다. 위쪽 끝에서는 종아리뼈의 머리에 붙어 있으며 긴종아리근의 힘살은 종아리뼈 길이 대부분을 따라 아래로 내려간다. 이후 복사뼈를 싸고 돌며 힘줄이 되고 발에서 힘줄로서 계속 이어져 안쪽쐐기뼈와 첫째 발허리뼈에 닿는다. 분포하는 신경은 얕은종아리신경이다.

## 구조
긴종아리근은 종아리뼈의 머리와 몸통 가쪽의 위쪽 2/3, 근막의 깊은쪽 면, 주변의 결합조직에서 시작된다. 간혹 정강뼈의 가쪽관절융기에서 온 약간의 근육 섬유와 연결되기도 한다. 긴종아리근이 종아리뼈의 머리에 붙는 지점과 몸통에 붙는 지점 사이에는 온종아리신경이 종아리의 앞쪽으로 지나가기 위한 틈새가 있다.
이후 종아리의 아래쪽까지 내려오면 발목의 가쪽복사 뒤쪽에서 고랑을 따라 주행하는 긴 힘줄로 끝난다. 짧은종아리근의 힘줄도 이 고랑을 따라 주행하며, 위종아리근지지띠에 의해 고랑은 굴로 바뀐다. 두 힘줄은 같은 윤활집으로 싸여 있다.
긴종아리근의 힘줄은 이후 발의 가쪽 측면을 가로질러 앞쪽으로 주행한다. 이때 종아리근도르래(fibular trochlea)와 짧은종아리근의 힘줄보다 아래쪽으로 지나가며 아래종아리근지지띠가 힘줄을 덮는다. 입방뼈의 가쪽 측면을 가로지른 뒤에는 입방뼈 아래쪽의 고랑(긴발바닥인대로 인해 굴로 변함)을 따라 주행한다. 그 후 발바닥을 가로질러 첫째 발허리뼈 바닥의 가쪽 측면과 안쪽쐐기뼈의 가쪽 측면에 닿는다. 간혹 둘째 발허리뼈 바닥으로도 슬립을 내기도 한다.
힘줄이 방향을 바꾸는 지점은 두 군데이다. 첫째는 가쪽복사 뒤쪽, 둘째는 입방뼈이다. 양쪽 모두에서 힘줄이 두꺼워진다. 입방뼈에서 대개 섬유연골성의 종자뼈(간혹 단단한 종자뼈)가 힘줄로 인해 발달한다.
긴종아리근에는 얕은종아리신경이 분포한다. 얕은종아리신경은 척수신경 L5, S1 뿌리 성분을 가지고 있다.

## 기능
긴종아리근, 짧은종아리근, 뒤정강근은 발목의 발바닥굽힘을 일으킨다. 앞정강근과 셋째종아리근은 반대로 발이 발등쪽으로 굽혀지도록 하여(발등굽힘, dorsiflexion) 대항근 역할을 한다.
또한 긴종아리근은 발바닥의 가쪽번짐을 일으키고, 발바닥을 가로지르기 때문에 발의 가로아치를 유지하는 데에도 중요한 역할을 한다.
(특히 한쪽 다리로만 서 있는 경우에) 종아리근은 모두 발에 대해 다리가 안정하게 있을 수 있도록 돕는다.

## 어원과 명칭
Terminologia Anatomica는 'fibularis'를 'peroneus'보다 더 선호되는 용어로 지정하고 있다.

## 추가 이미지
- 오른쪽 다리의 뼈를 앞에서 본 모습
- 왼쪽 발꿈치뼈의 아랫면
- 왼쪽 발꿈치뼈의 가쪽 면
- 오른쪽 발목과 목말밑관절을 따라 자른 관상단면
- 긴종아리근이 오른쪽에 표시되어 있는 그림
- 종아리 중간의 단면
- 오금동맥, 뒤정강동맥, 종아리동맥
- 종아리 앞쪽 깊은쪽의 신경
- 왼쪽 하지를 뒤에서 본 모습
- 오른쪽 다리를 가쪽에서 본 모습
- 다리의 근육, 가쪽에서 본 모습, 깊은 해부

## 같이 보기
- 종아리근

## 참고 문헌
이 문서는 현재 퍼블릭 도메인에 속하는 그레이 해부학 제20판(1918) page 486의 내용을 기초로 작성된 글이 포함되어 있습니다.
1. 1 2 3 4  “Peroneus longus”. Loyola University Chicago. 2019년 8월 4일에 확인함.
2. 1 2 3 4 5 6 7 8 9  Gray's Anatomy (1918), 참고 문헌 문단의 틀 참고.
3. ↑  Apaydin, Nihal; Bozkurt, Murat (2015년 1월 1일),  Tubbs, R. Shane; Rizk, Elias; Shoja, Mohammadali M.; Loukas, Marios, 편집., “Chapter 10 - Surgical Exposures for Nerves of the Lower Limb”, 《Nerves and Nerve Injuries》 (영어) (San Diego: Academic Press), 139–153쪽, doi:10.1016/b978-0-12-802653-3.00059-2, ISBN 978-0-12-802653-3, 2021년 2월 21일에 확인함
4. ↑  FIPAT (2019). 《Terminologia Anatomica》. Federative International Programme for Anatomical Terminology.